# Tempestade subtropical Bapo
A tempestade subtropical Bapo, nomeada pela Marinha do Brasil, foi a primeira tempestade com nome e o primeiro ciclone subtropical da Temporada de Ciclones do Atlântico Sul de 2015. Desenvolveu-se de uma área de baixa pressão subtropical em 6 de fevereiro a cerca de 400 km a sudeste do estado de São Paulo. A tempestade produziu ondas fortes ao longo da costa entre as regiões Sul e Sudeste do Brasil, causando ressaca e alguns danos.